# Joseph Devolder
Joseph Emmanuel Devolder (* 9. Juli 1842 in Brüssel; † 11. Januar 1919 in Brüssel) war ein belgischer Politiker der Katholischen Partei.

## Biografie
Nach dem Schulbesuch studierte er Rechtswissenschaft und war nach der Promotion zum Doktor der Rechtswissenschaften als Rechtsanwalt in Brüssel tätig.
1884 berief ihn Premierminister Auguste Beernaert zum Justizminister in dessen Kabinett. Nach einer Kabinettsumbildung war er danach zwischen 1887 und 1890 Innenminister sowie Minister für öffentlichen Unterricht in Beernaerts Regierung.
Nachdem er zwischen 1886 und 1887 als Vertreter der Katholischen Partei Mitglied der Abgeordnetenkammer war, wurde er 1887 Mitglied des Senats und gehört diesem bis zu seinem Tode an.
Für seine politischen Verdienste wurde er am 7. Mai 1900 mit dem Ehrentitel Staatsminister ausgezeichnet.
| Personendaten    | Personendaten                                  |
| ---------------- | ---------------------------------------------- |
| NAME             | Devolder, Joseph                               |
| ALTERNATIVNAMEN  | Devolder, Joseph Emmanuel (vollständiger Name) |
| KURZBESCHREIBUNG | belgischer Politiker                           |
| GEBURTSDATUM     | 9. Juli 1842                                   |
| GEBURTSORT       | Brüssel                                        |
| STERBEDATUM      | 11. Januar 1919                                |
| STERBEORT        | Brüssel                                        |